# D-Day - Lo sbarco in Normandia. Noi italiani c'eravamo
D-Day - Lo sbarco in Normandia. Noi italiani c'eravamo è un documentario del 2009 diretto da Mauro Vittorio Quattrina, che racconta, attraverso una serie di testimonianze inedite e di documentazione mai vista prima, della presenza italiana in Normandia prima e durante lo sbarco.

## Trama
Furono moltissime le piccole aziende italiane, a carattere familiare prevalentemente, che si insediarono in Normandia appena finita la prima guerra mondiale e che iniziarono la costruzione di case di vacanza sulla costa e di importanti strutture fra le quali il casinò di Ouistreham Riva-Bella, costruito dalla ditta veneta Rizzotto, citato anche nel film Il giorno più lungo.
Gli italiani di queste aziende, e i figli di questi italiani, restarono in Normandia e vissero lo sbarco in prima persona.
Altra presenza italiana furono i prigionieri di guerra italiani che dopo l'armistizio di Cassibile dell'8 settembre 1943 che furono costretti a lavorare per i tedeschi. Moltissimi, specialmente quelli del battaglione Trento, finirono sulle coste della Normandia a costruire bunker, shelter e trincee, a riparare i danni dei bombardamenti e a rimettere in sesto gli aeroporti tedeschi.
Un'altra presenza italiana era quella dei combattenti: molti italiani entrarono nella Wehrmacht e nella Luftwaffe, specialmente nelle batterie antiaeree e combatterono fino alla fine della guerra.
Il documentario raccoglie la testimonianza particolare di un tenente italiano che racconta di avere avuto fra i suoi soldati l'attore veronese Walter Chiari. Un'altra presenza italiana era dovuta a elementi della San Marco che combatterono sull'isola di Cézembre e si arresero solo dopo l'uso del napalm da parte degli alleati che concessero loro l'onore delle armi.